# Mariano Martí
Mariano Martí Estadellá (Bráfim, Tarragona, España, 1720-Caracas, Venezuela, Imperio Español, 1792) fue un obispo de origen español durante la época colonial. 

## Biografía
Nombrado obispo de Puerto Rico el 24 de mayo de 1761, residió como tal desde el 17 de enero de 1762. Después, pasó a Caracas con el mismo título, el 29 de enero de 1770. Llevó a cabo un peregrinaje a lo largo de la mayor parte del territorio de la Capitanía General de Venezuela, entre 1771 y 1784, lo que le permitió obtener gran cantidad de datos demográficos, étnicos y sociales, recopilados en una obra monumental que refleja la vida de Venezuela a través de una amplia información estadística en el siglo XVIII: los Documentos relativos a su visita pastoral de la diócesis de Caracas. 1771-1784.
El 1 de abril de 1770, el obispo Marti fundo junto a fray Andres de Granada la población de Guardatinajas, Estado Guarico.
El 11 de junio de 1776, el obispo Martí fundó la población de Arenales, cerca de Carora, en el actual Estado Lara.[cita requerida]

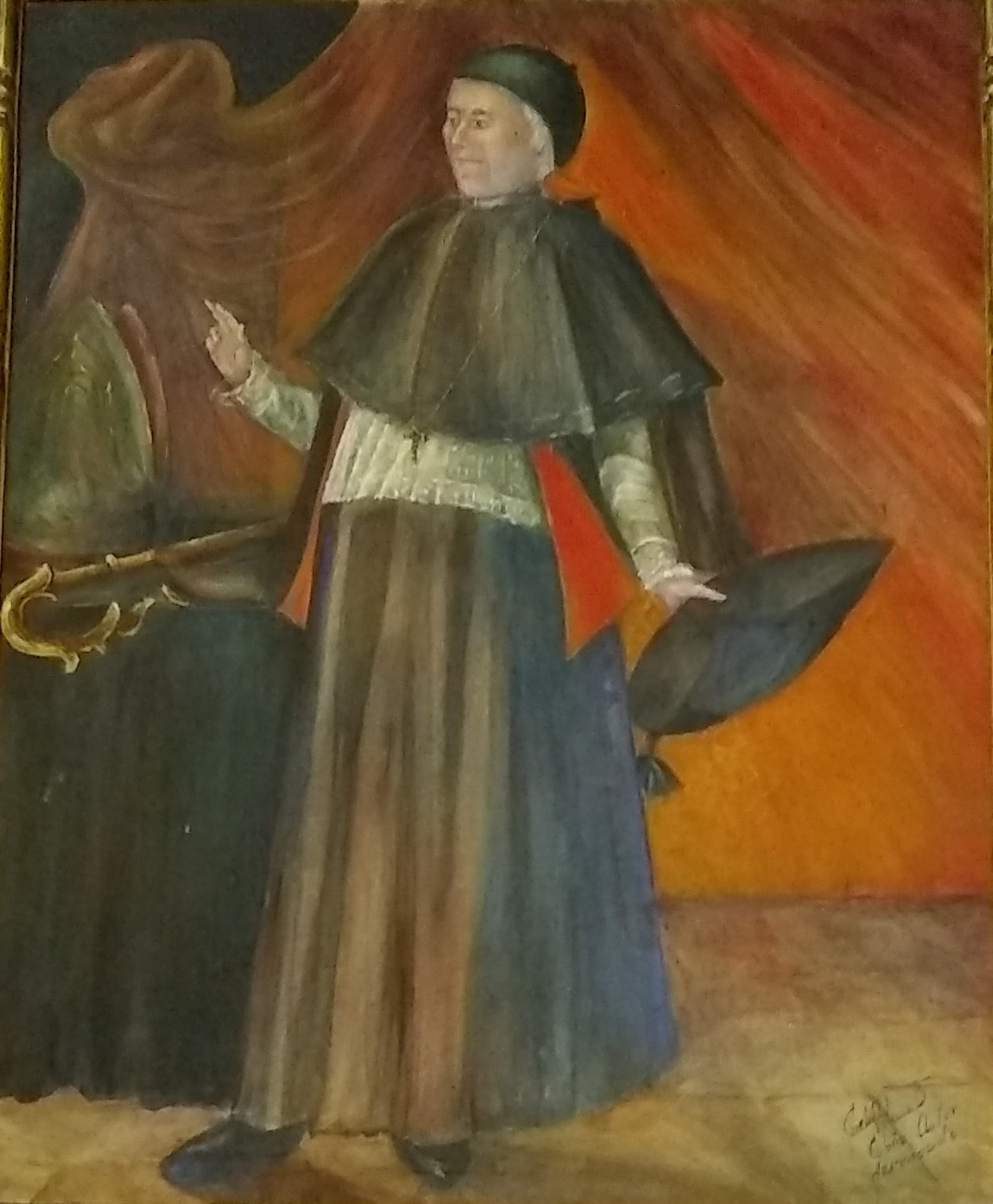
Mariano Martí Estadella, Obispo de la Provincia de Venezuela.

El 25 de febrero de 1785, funda la ciudad de Valle de la Pascua, en el estado Guárico.
El 11 de abril de 1790, administró el sacramento de la Confirmación a Simón Bolívar.[cita requerida]